# 蒋氏宗祠 (宁波)
蒋氏宗祠，旧称三房堂前，是溪口蒋氏一族的宗祠，位于中国浙江省宁波市奉化区溪口镇的武岭路北侧。祠堂供奉自元末蒋氏迁居溪口后的历代祖先灵位:19，由前后相通的新祠堂和老祠堂两部分组成。老祠堂建筑年代无考，清康熙年间曾进行大修，新祠堂由蒋中正出资建于1929年。2006年，蒋氏宗祠成为全国重点文物保护单位。

## 历史
蒋氏宗祠最初建造的年代已不可考，根据记载，清康熙三十四年（1695年）、五十五年（1716年）曾进行修缮:19。1929年，蒋中正回乡，扩建丰镐房。由于丰镐房所在的区域为蒋姓三房居住地及祠堂所在，因而拨款在溪口下街旧祠堂北侧建造新祠堂，规模超过丰镐房。1937年4月，蒋中正为前一年年底死去的兄长蒋介卿出殡，相关仪式即在蒋氏宗祠举行，冯玉祥、阎锡山等军政要人曾到场吊唁，斋席达上千桌:20。蒋中正元配夫人毛福梅的丧事也在此举办。蒋中正离开中国大陆前往台湾后，祠堂部分损毁，1956年山门毁于台风。2001年祠堂修复并对外开放。

## 建筑

溪口蒋氏宗祠平面图

蒋氏宗祠位于溪口镇武岭路北，南为新祠堂，北为旧祠堂。新祠堂最南为三开间琉璃牌楼，顶部为出挑单檐歇山顶。牌楼设有三座门，中门高侧门低，前有抱鼓石。牌楼涂朱红色，中门门额“忠孝传家”门额为蒋中正书写。牌楼内为新祠堂，为二层砖木结构楼房，面阔五间深五柱七檩。屋顶正脊设有福祿壽三星和双龙戏珠雕塑，二层设有蒋氏三房祖先灵位，以阶梯状排列。左右有东西厢房，左厢房为民居，右厢房曾在1930年作为中国农民银行溪口营业所使用。
旧祠堂与新祠堂以一道围墙相隔，墙上有圆洞门相通，另有两侧开门。山门为硬山顶，面阔三间，大门黑漆，上有“蒋氏宗祠”牌匾，前檐柱和正柱分别有楹联，内容分别为“根深叶茂繁花荫武岭，源远流长时雨沛锦溪”和“望云思祖德，观水恩宗风”。戏台正对山门中门，为重檐歇山顶，内有螺旋藻井。大殿面对戏台，为砖木结构硬山顶建筑，面阔三间深三柱五檩，内有蒋氏先祖牌位，置于隔扇门内，门上有二十四孝浮雕，上有“永思堂”红底金字匾额，两侧黑底金字匾额分别为“乡国望隆”和“寿考咸钦”。大殿两侧有左右厢房，为两层硬山顶砖木结构建筑，二层开窗可观戏。

## 保护与利用
1949年，蒋中正离开中国大陆后，毛泽东曾经指示进军的中国人民解放军“在占领奉化时，要告诫部队，不要破坏蒋介石的住宅、祠堂及其他建筑物”。2001年，蒋氏宗祠得到维修并对外开放，内部设有蒋氏家族史和两岸关系图文陈列。蒋纬国夫人邱如雪曾至蒋氏宗祠祭祖。2006年第六批全国重点文物保护单位公布时，蒋氏宗祠和文昌阁遗址、蒋母墓等建筑以“溪口镇建筑群”的名义并入第四批全国重点文物保护单位蒋氏故居。

## 图片

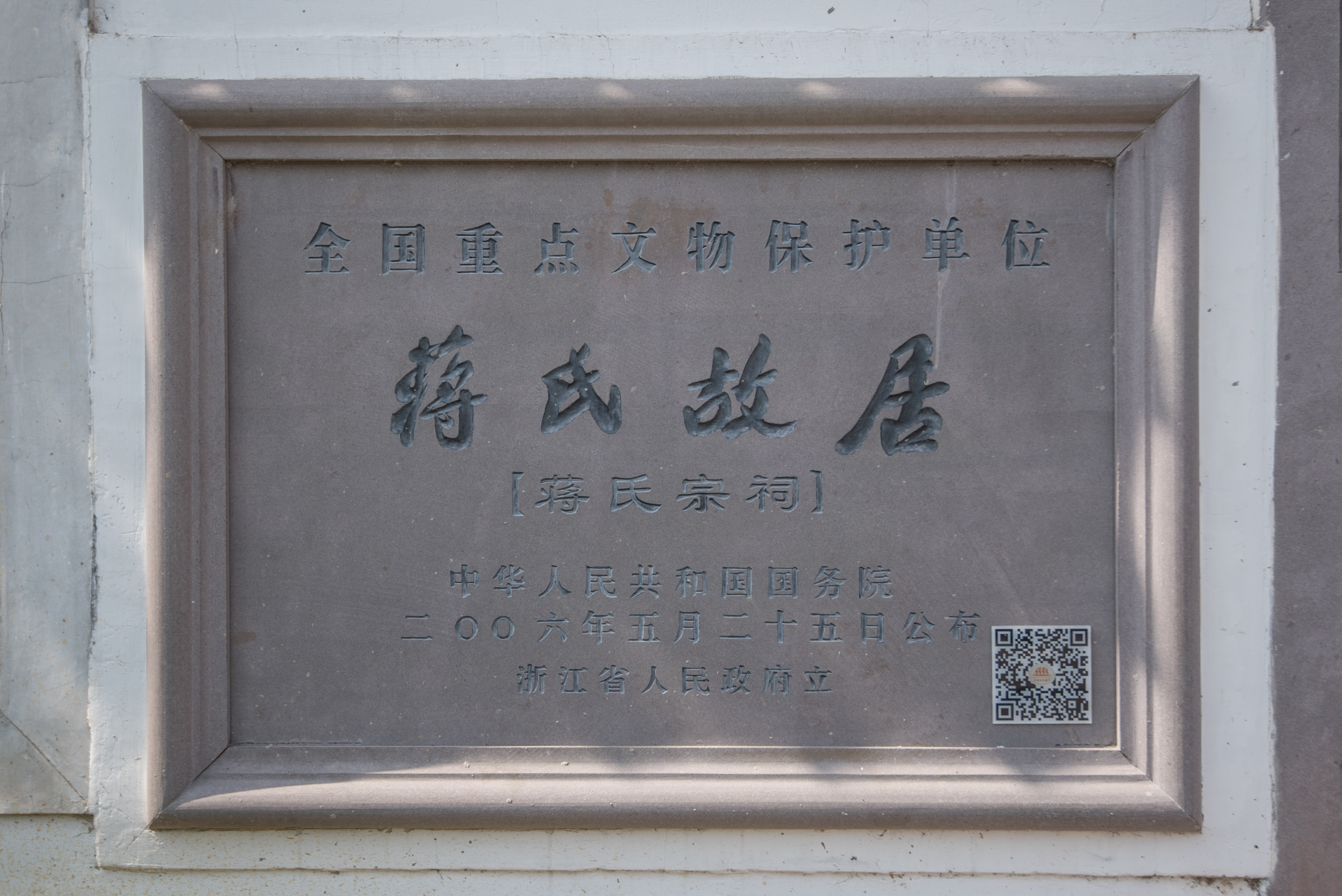
文物保护碑
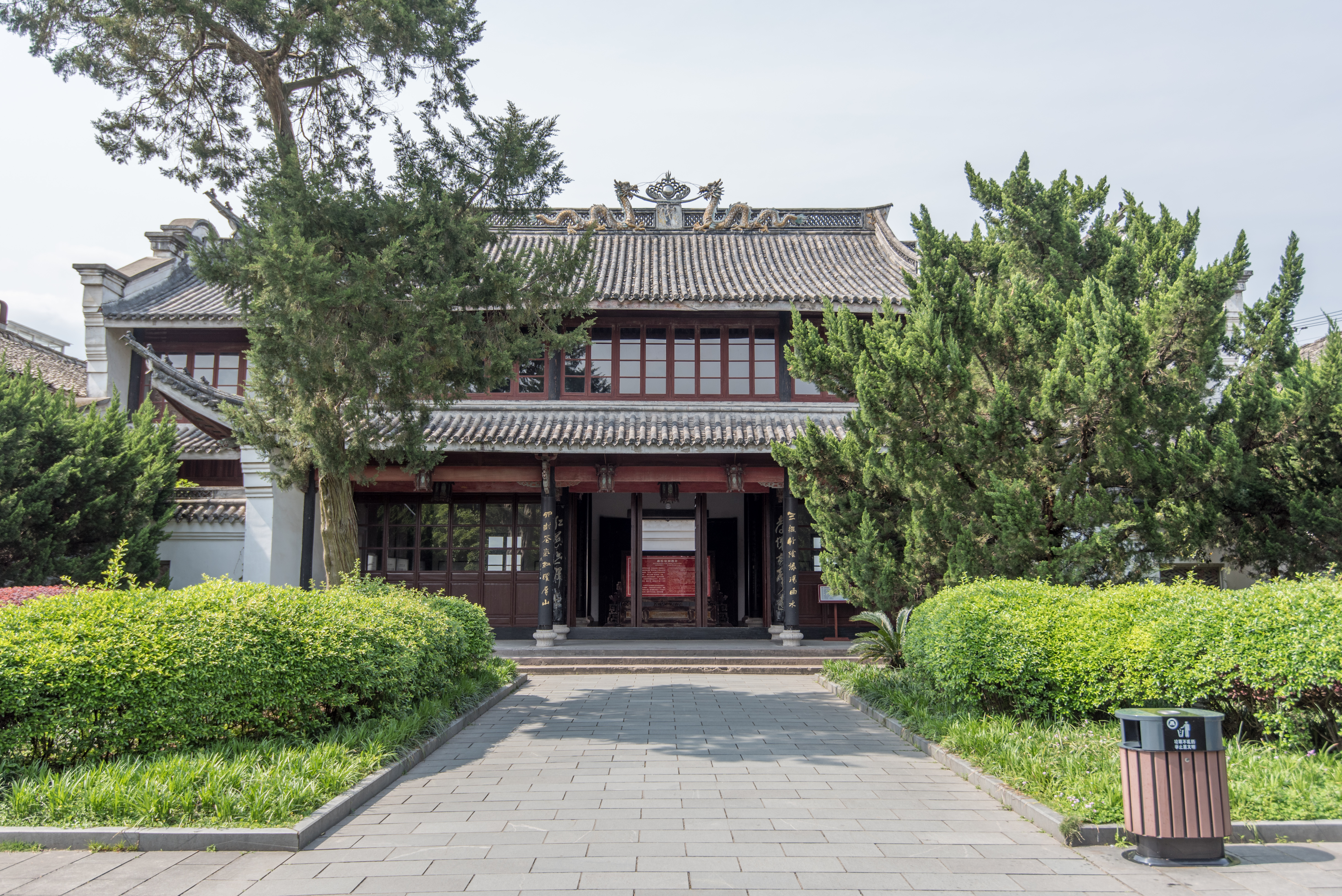
新祠堂
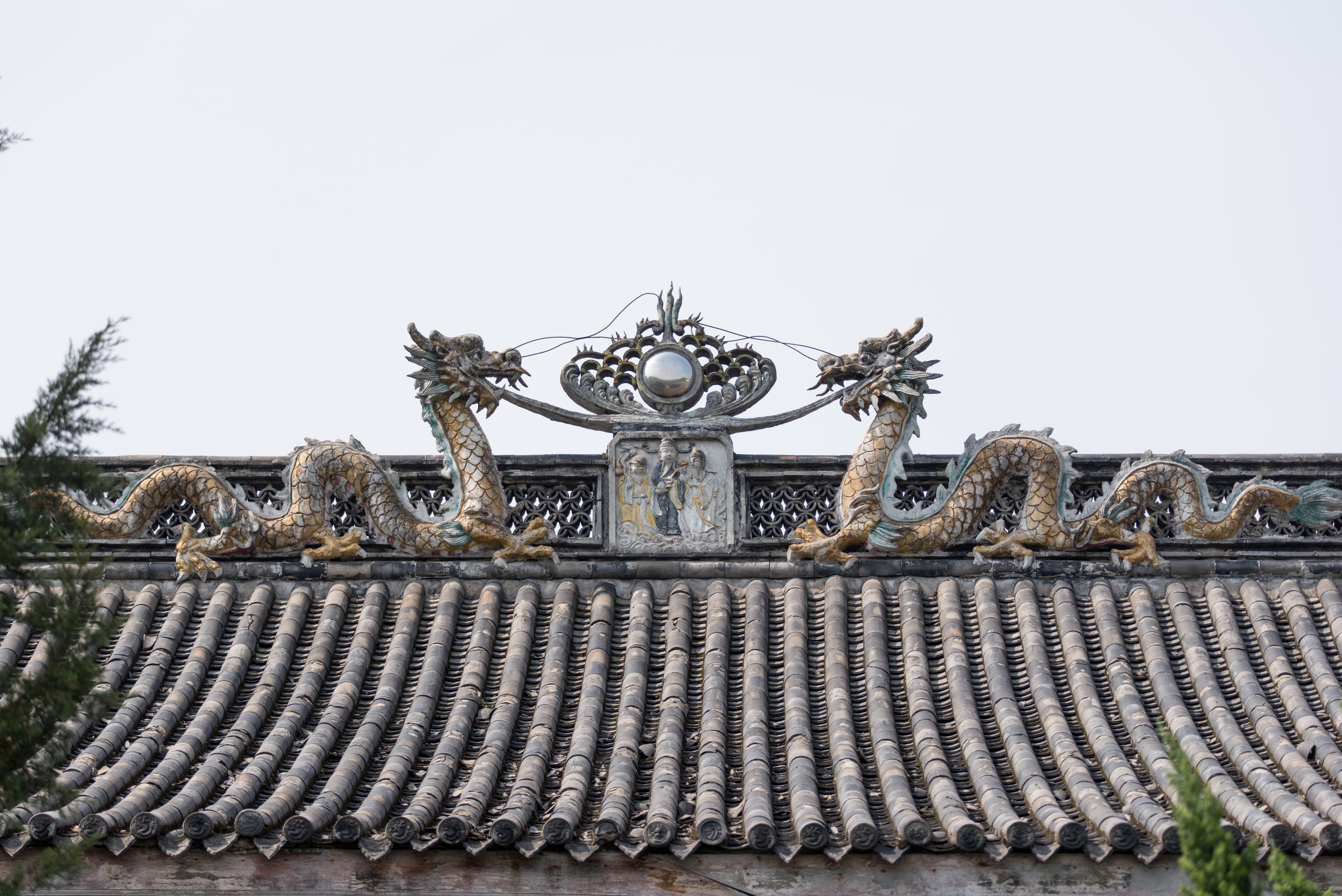
福禄寿三星和双龙戏珠
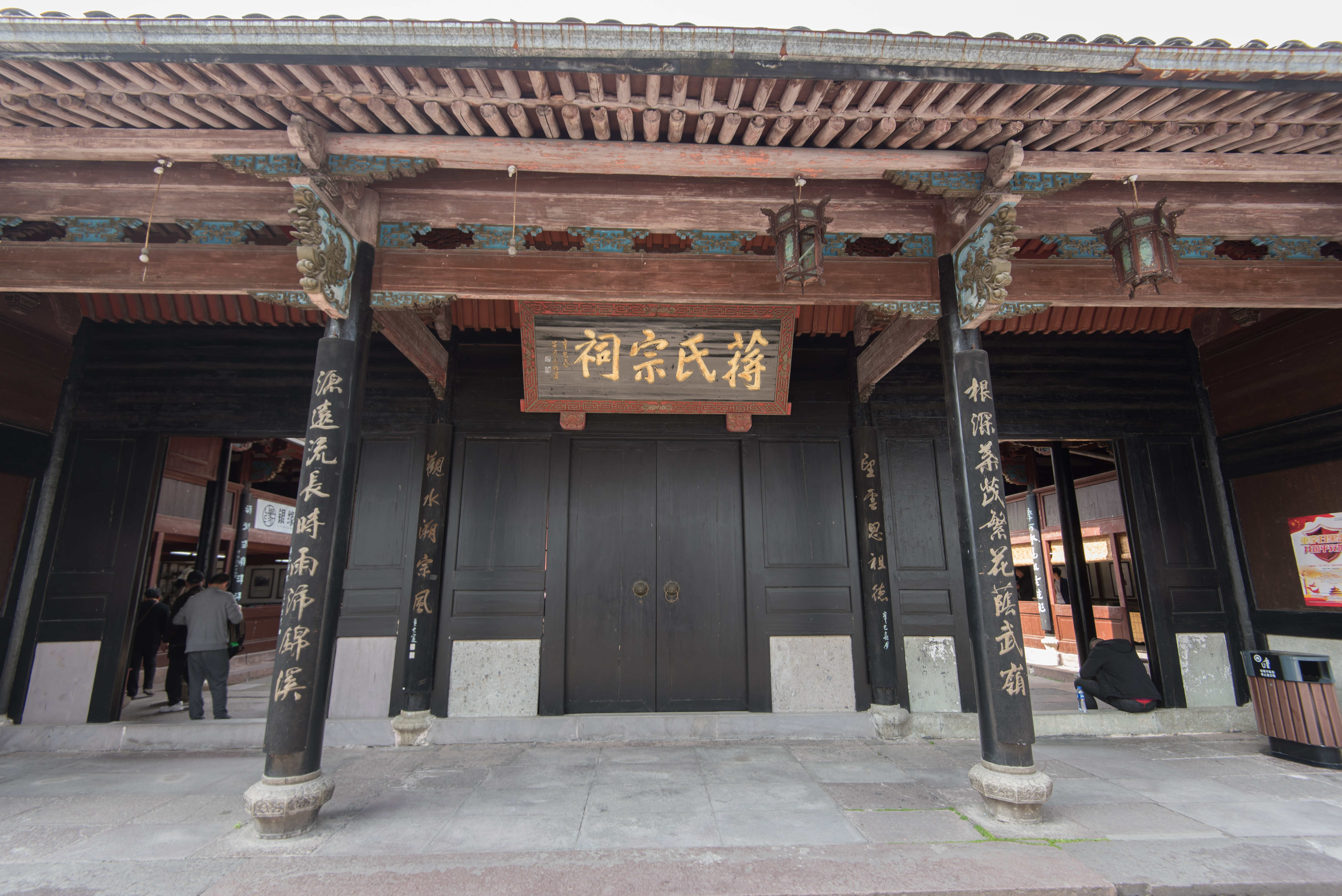
旧祠堂山门
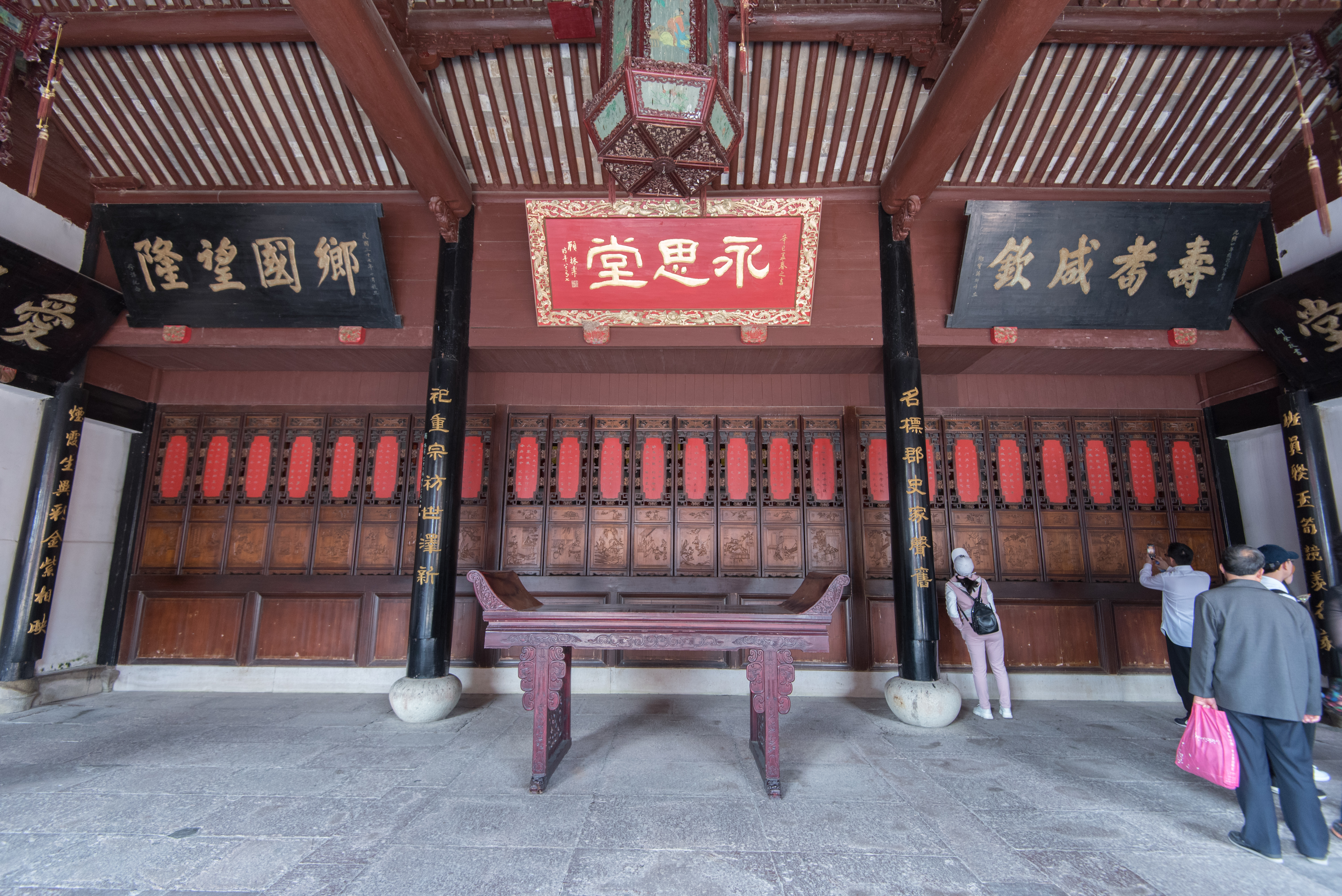
永思堂
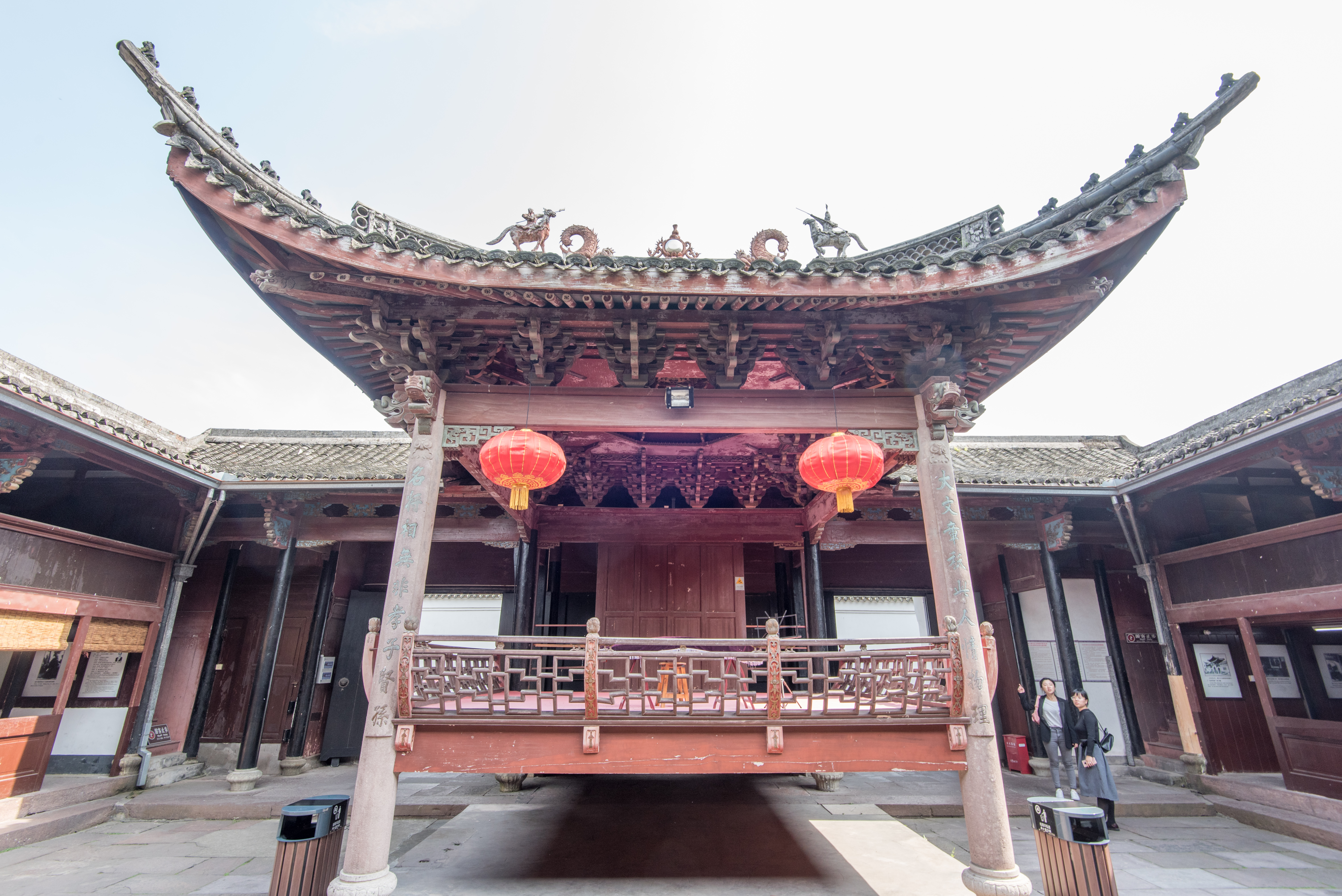
戏台